# تپه نمنجه
تپه نمنجه مربوط به هزاره اول قبل از میلاد است و در شهرستان پیرانشهر، بخش مرکزی، دهستان پیران، روستای نمنجه واقع شده و این اثر در تاریخ ۲۵ آبان ۱۳۸۷ با شمارهٔ ثبت ۲۳۵۳۷ به‌عنوان یکی از آثار ملی ایران به ثبت رسیده است.